# Strueth
Strueth is een gemeente in het Franse departement Haut-Rhin in de regio Grand Est en telt 339 inwoners (1999). De plaats maakt deel uit van het arrondissement Altkirch.

## Geschiedenis
De gemeente maakte deel uit van het kanton Hirsingue tot dit op 22 maart 2015 werd opgeheven en Strueth werd opgenomen in het kanton Masevaux, dat op 24 februari hernoemd werd naar het kanton Masevaux-Niederbruck.

## Geografie
De oppervlakte van Strueth bedraagt 4,3 km², de bevolkingsdichtheid is 78,8 inwoners per km².
De onderstaande kaart toont de ligging van Strueth met de belangrijkste infrastructuur en aangrenzende gemeenten.

## Demografie
Onderstaande figuur toont het verloop van het inwonertal (bron: INSEE-tellingen).